# Збір даних для контент-аналізу
Документ — це матеріальний об'єкт з інформацією, яка закріплена створеним людиною способом для її передачі у часі і просторі". Визначення поняття «документ» є доволі неоднозначним, оскільки сучасні дослідни(ки)ці досі сперечаються щодо розуміння документа як об'єкта дослідження в соціології. Зокрема, це стосується суперечок щодо того, ким був створений документ, в якому вигляді є зафіксованою інформація, чим є зміст документу, а також який матеріальний носій застосовується для збереження та передачі певного виду інформації.
За Б. Берельсоном сам зміст документу можна визначати як сукупність значень, які виражені символами (словесними, музичними, мальованими, ліпленими чи тими, що мають характер жестів), які і складають саму комунікацію.
Альтернативні визначення документу передбачають тлумачення документу як упорядкованої сукупності даних, інформації та знань, яка надає можливості доступу, передачі, обробки, тощо. Прикладом документа може бути паперовий документ, фільм, комп'ютерний файл, тощо.
Середовищем для зберігання документів слугує інформаційно-комунікаційна система, завдяки якій забезпечується доступ, обмін інформацією та її обробка. Така система може бути комп'ютеризованою або ручною.